# Puccinia asterum
Puccinia asterum är en svampart som först beskrevs av Ludwig David von Schweinitz, och fick sitt nu gällande namn av F. Kern 1917. Puccinia asterum ingår i släktet Puccinia och familjen Pucciniaceae.   Inga underarter finns listade i Catalogue of Life.